# El Ma El Biodh
El Ma El Biodh (em árabe: الماء اابيض) é uma comuna localizada na província de Tébessa, Argélia. Sua população estimada em 2008 era de 11 397 habitantes.